# 銅陵有色
銅陵有色金屬集團控股有限公司，前稱銅陵有色（集團）公司，是一家以採選、冶煉、加工、貿易為一體的有色金屬國有企業，也是中國最大的陰極銅生產企業。公司在1949年成立，並在1952年投產，總部是有「中國古铜都」之稱的安徽銅陵。
銅陵有色集團的子公司及上市公司是銅陵有色金屬集團股份有限公司（深交所：000630）。公司原稱安徽銅都銅業股份有限公司，在1992年成立，並在1996年於深圳證券交易所上市，2007年起更名為現稱。
2019年铜陵有色以268.47亿美元的营业收入首次迈进财富世界500强榜单，位列第461位。